# Люкки
Люкки́ (фр. Lucquy) — коммуна во Франции, находится в регионе Шампань — Арденны. Департамент коммуны — Арденны. Входит в состав кантона Новьон-Порсьен. Округ коммуны — Ретель.
Код INSEE коммуны — 08262.
Коммуна расположена приблизительно в 175 км к северо-востоку от Парижа, в 65 км севернее Шалон-ан-Шампани, в 32 км к юго-западу от Шарлевиль-Мезьера.

## Население
Население коммуны на 2008 год составляло 538 человек.
| 1962 | 1968 | 1975 | 1982 | 1990 | 1999 | 2008 |
| ---- | ---- | ---- | ---- | ---- | ---- | ---- |
| 536  | 631  | 607  | 501  | 455  | 489  | 538  |

## Экономика
В 2007 году среди 334 человек в трудоспособном возрасте (15—64 лет) 229 были экономически активными, 105 — неактивными (показатель активности — 68,6 %, в 1999 году было 67,3 %). Из 229 активных работали 205 человек (110 мужчин и 95 женщин), безработных было 24 (12 мужчин и 12 женщин). Среди 105 неактивных 41 человек были учениками или студентами, 22 — пенсионерами, 42 были неактивными по другим причинам.

## Фотогалерея

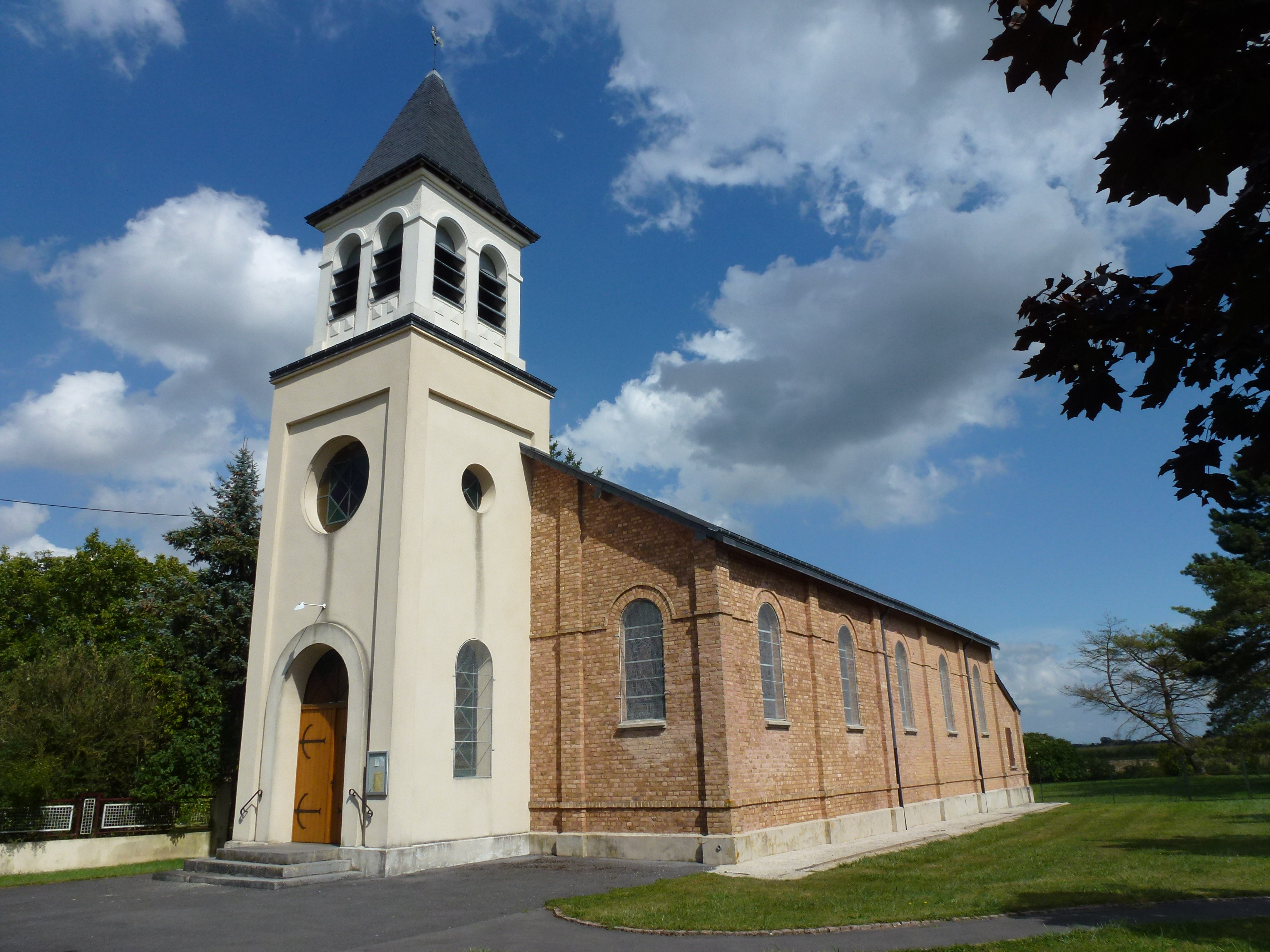
Церковь
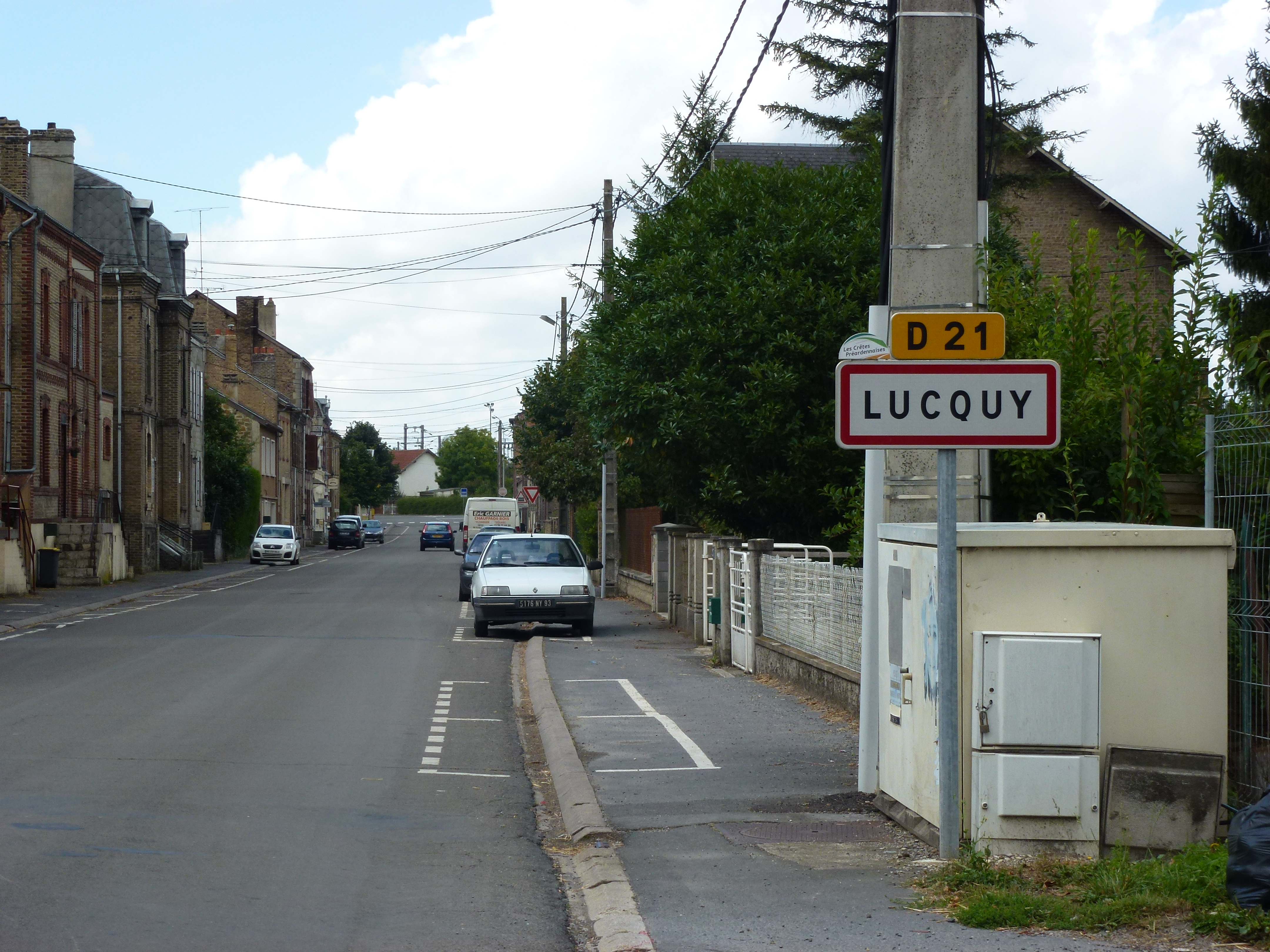
Въезд в Люкки
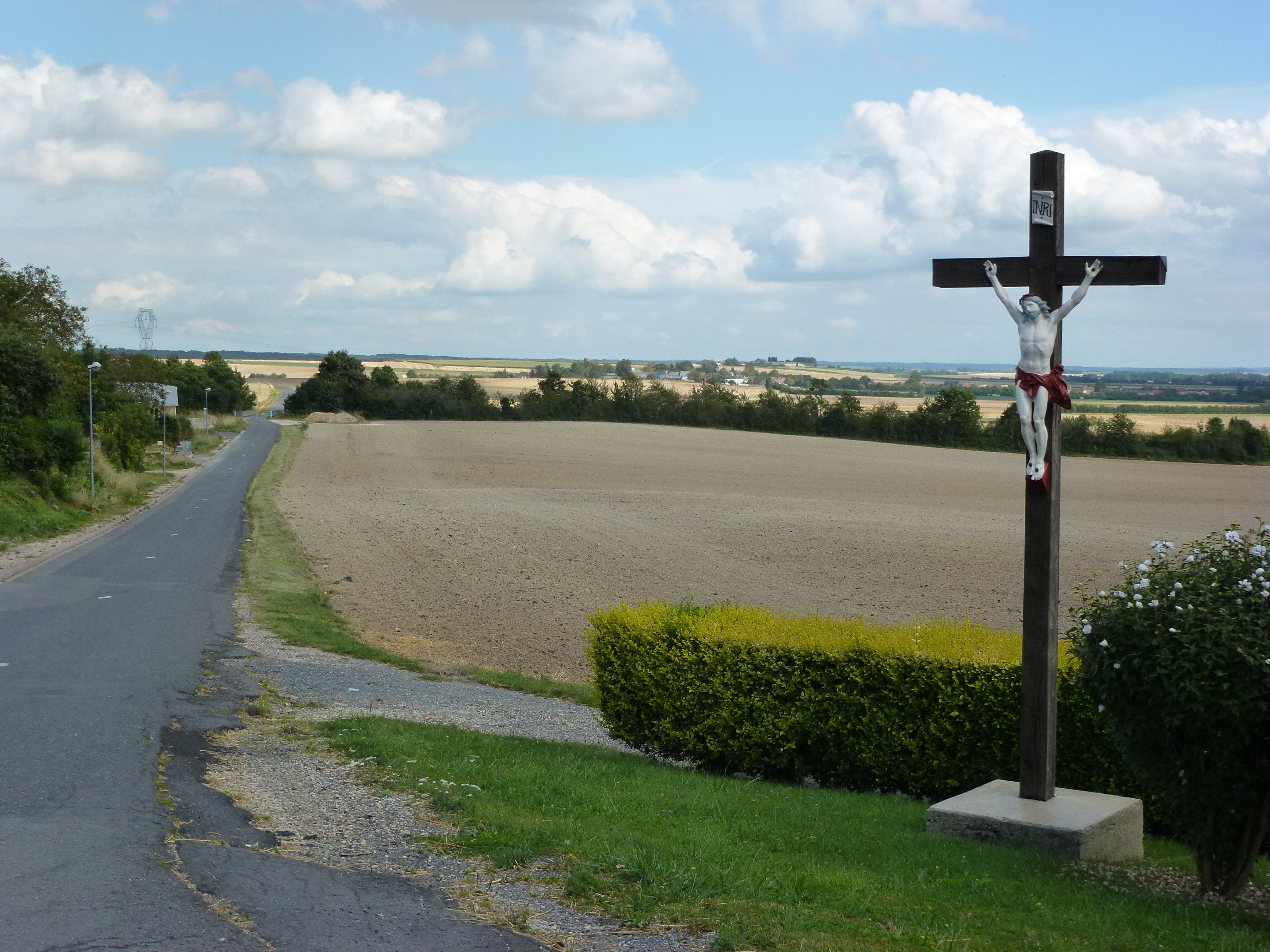
Придорожный крест
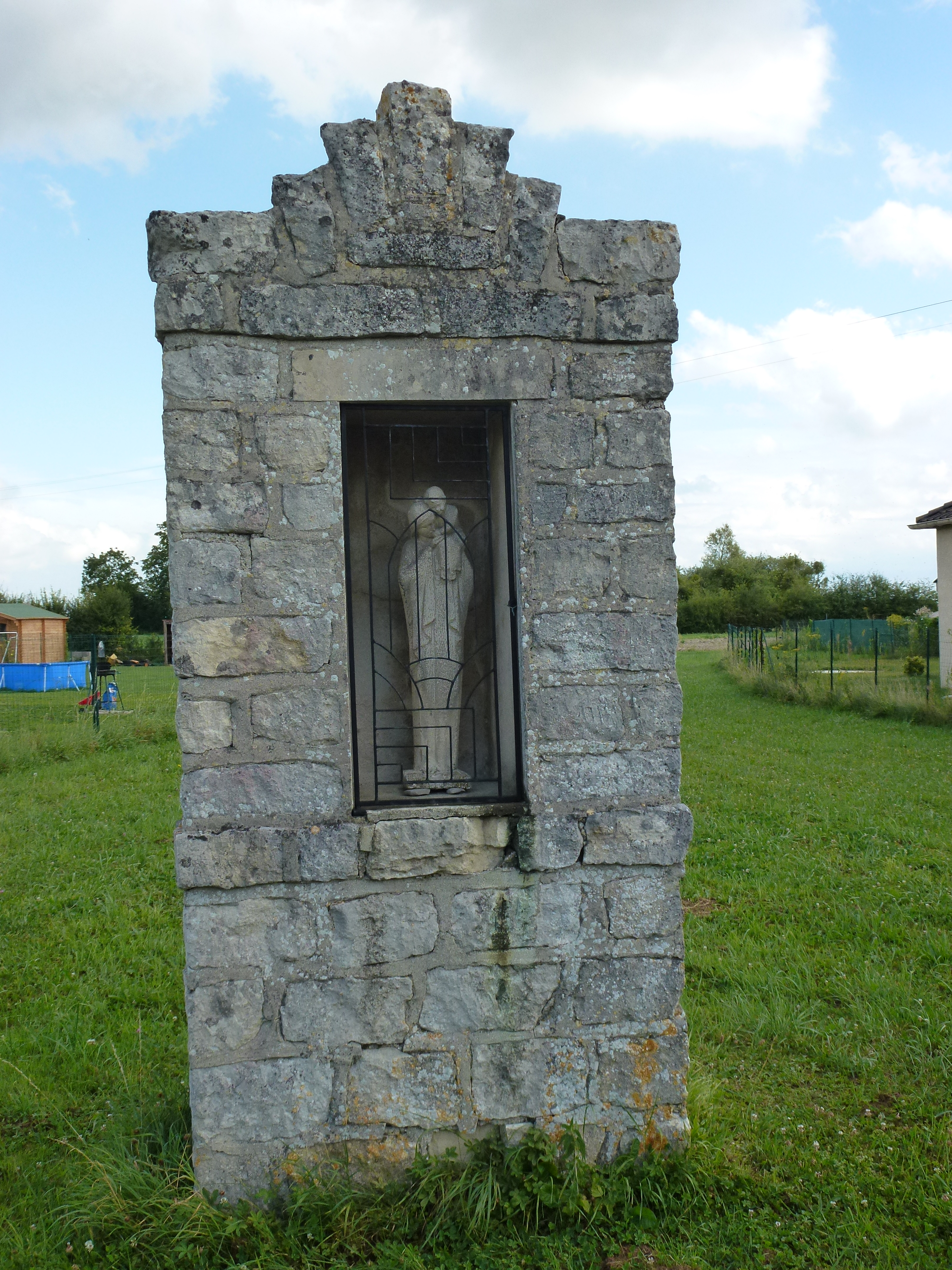
Часовня-ораторий